# Biënnale van Venetië

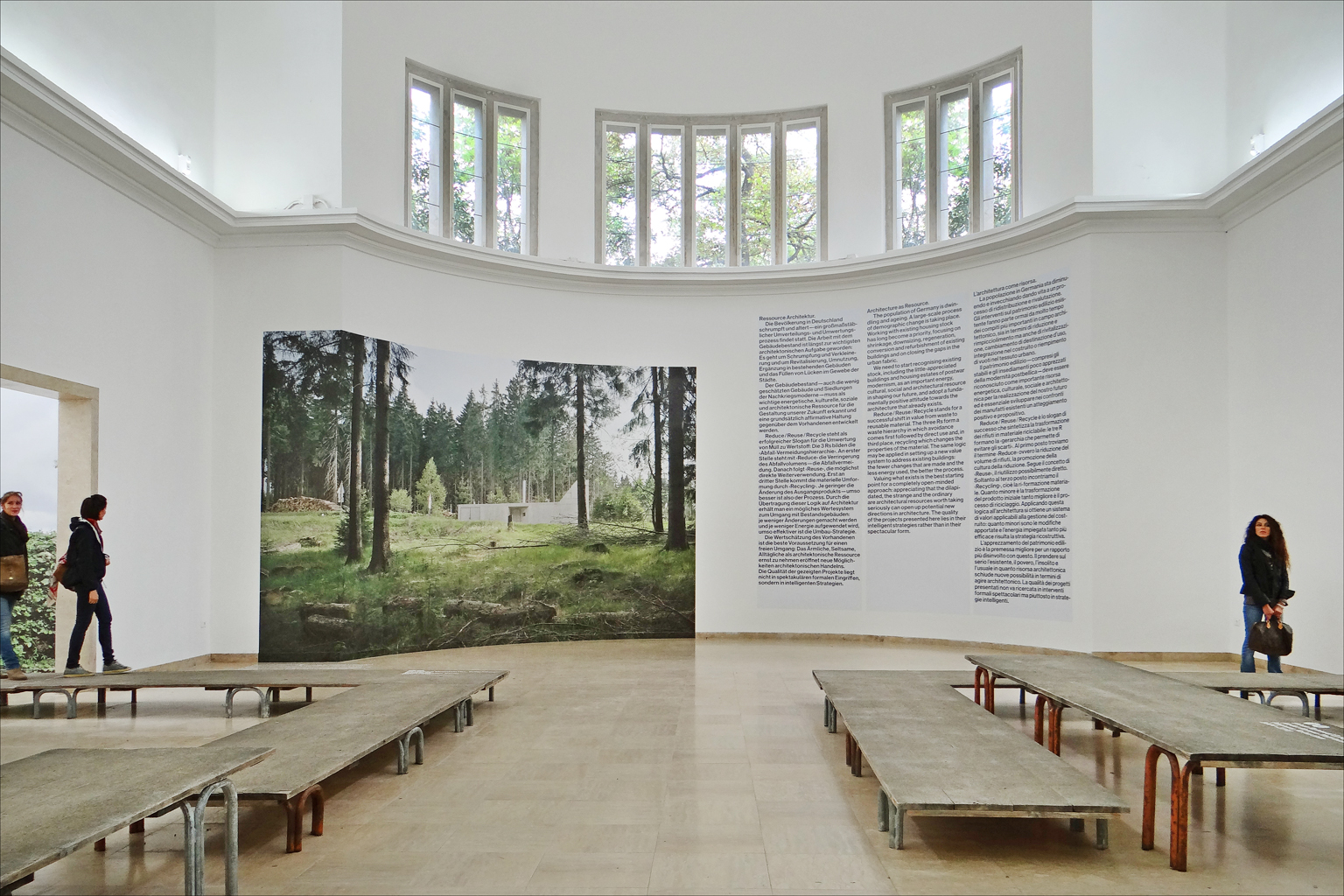
Interieur van het Duitse paviljoen in 2012

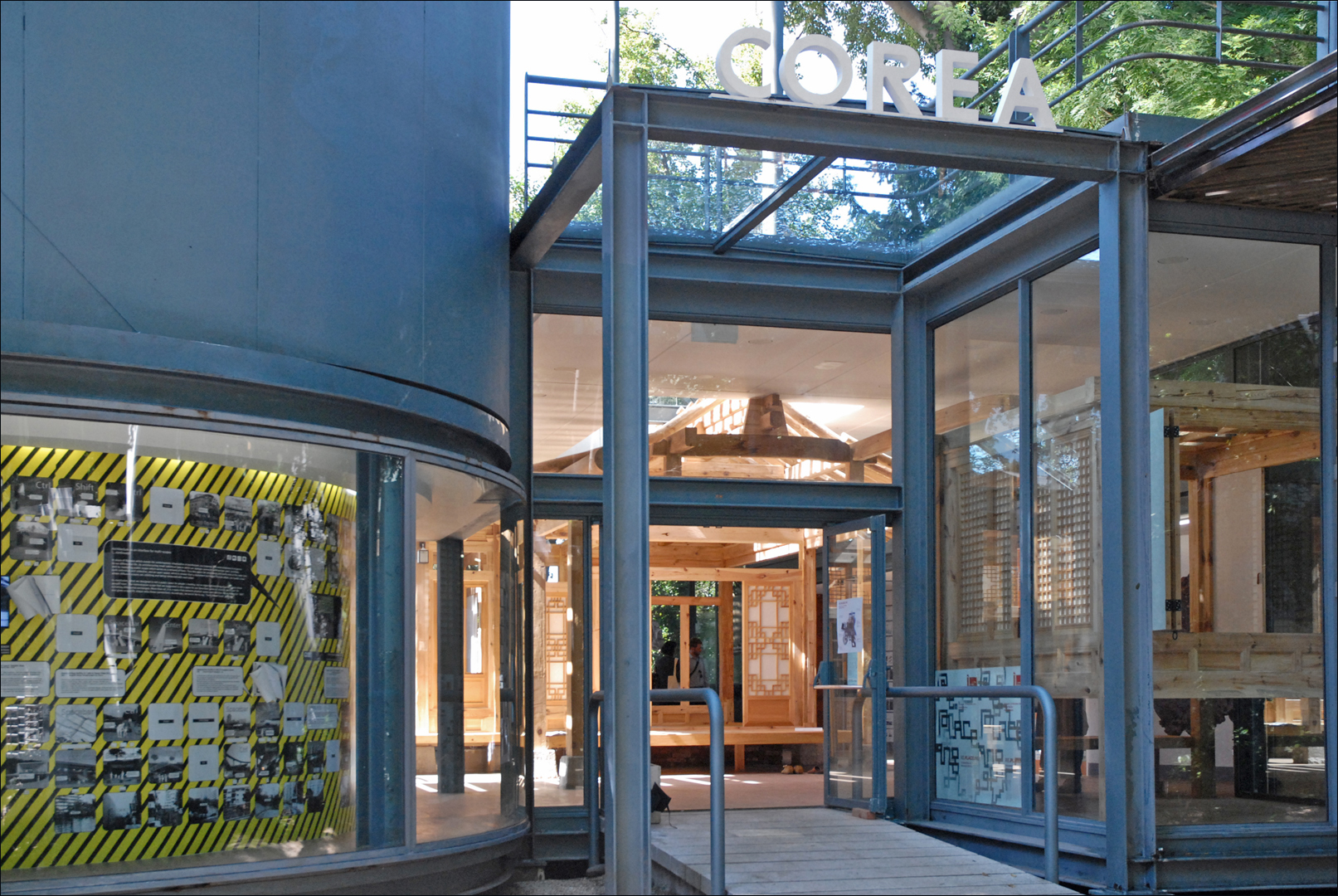
Het Zuid-Koreaanse paviljoen in 2012

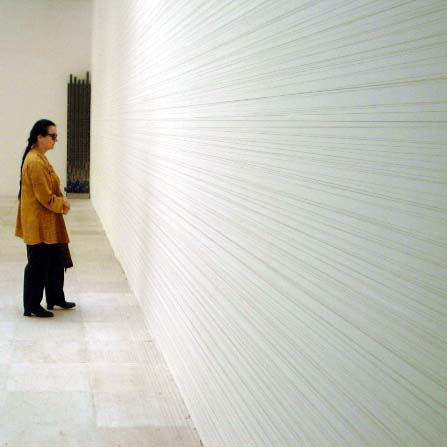
Een bezoeker van de Biënnale van Venetië in 2001

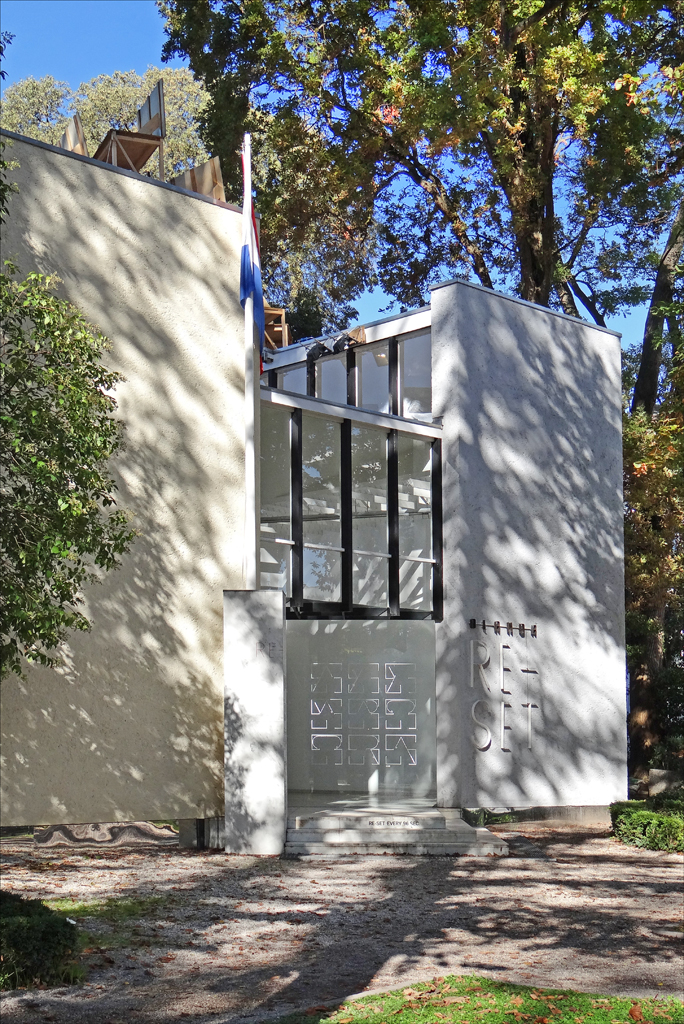
Ingang van het Nederlandse Rietveldpaviljoen, 2012

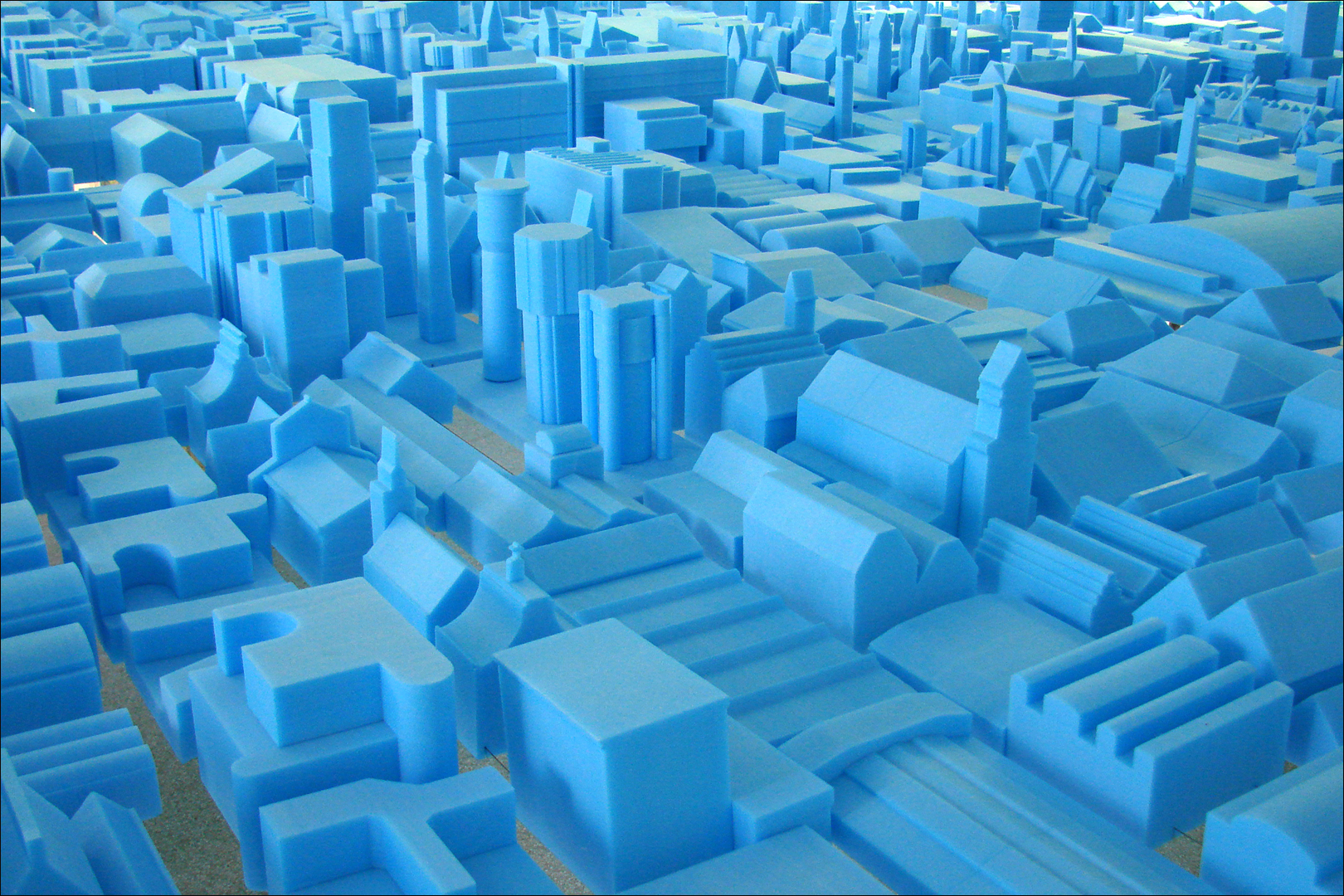
Vacant NL, architectuurbiënnale 2010

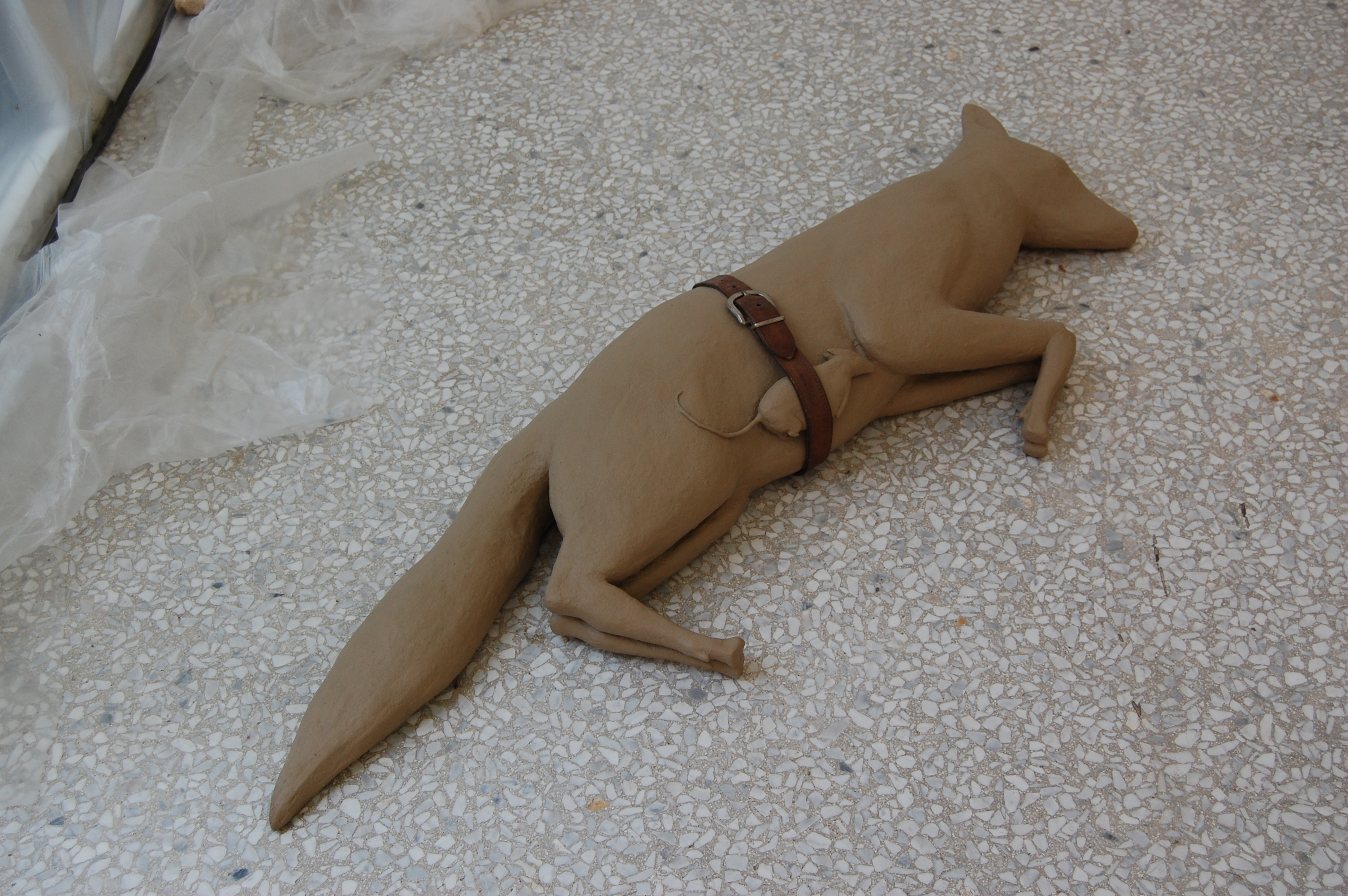
Deel van de installatie van Mark Manders in 2013

De Biënnale van Venetië (Italiaans: Biennale di Venezia) is een toonaangevende internationale kunstmanifestatie die sinds 1895 tweejaarlijks in de zomermaanden van juni tot november, in Venetië wordt gehouden. Daarom noemt men het een biënnale. Het jaarlijkse Filmfestival van Venetië "Mostra Internazionale d'Arte Cinematografica" wordt gehouden sinds 1932 en is organisatorisch een onderdeel van dit 'instituut'.
Achtentwintig landen onderhouden op een speciaal areaal, de Giardini in het stadsdeel Castello, hun eigen tentoonstellingsgebouw. De Nederlandse bijdrage wordt steeds ondergebracht in het speciaal daarvoor gebouwde Rietveldpaviljoen. Ook België heeft een eigen paviljoen. Landen die geen eigen paviljoen hebben, brengen hun tentoonstelling onder in verschillende gebouwen verdeeld over de stad. Behalve de afvaardigingen die door de deelnemende landen zelf worden uitgekozen, is er in de Arsenale een samengestelde thematentoonstelling, die door een curator wordt samengesteld. In navolging van de kwaliteitsbeoordeling bij het filmfestival wordt ook op de kunstbiënnale een 'Gouden Leeuw' uitgereikt ter bekroning van de meest gewaardeerde bijdrage.

## Geschiedenis
De eerste Biënnale van Venetië werd in 1895 gehouden: dit vond plaats in het Caffè Florian op het San Marcoplein. In de oorlogsjaren waren er langere tussenpauzes. Er is tegenwoordig een onderscheid aangebracht in de verschillende kunstdisciplines: beeldende kunst, architectuur, muziek, theater en dans. De kunstbiënnale wordt in de oneven jaren gehouden en de architectuurbiënnale in de even jaren. Het filmfestival wordt jaarlijks gehouden.
In 1920 was de Zwitserse kunstschilderes Martha Stettler de eerste vrouw die exposeerde op de Biënnale van Venetië.

### Overzicht
36e Biënnale
De Biënnale werd gehouden tussen 16 juni en 1 oktober 1972 met 32 deelnemende landen. Daarnaast waren er speciale tentoonstellingen: Meesterwerken van de 20e-eeuwse schilderkunst 1900-1945 (Museo Correr), Hedendaagse grafiek (Museo d'Arte Moderna), hedendaagse beeldhouwkunst (Palazzo Ducale en verspreid over de stad) en Aspecten van de hedendaagse Italiaanse beeldhouwkunst (Biënnaleterrein).
50e Biënnale
In 2003 vond de 50e tentoonstelling plaats met als thema Dreams & Conflicts.
52e Biënnale
In 2007 was het thema Think with the Senses – Feel with the Mind: Art in the Present Tense.
53e Biënnale
In 2009 was het thema Making Worlds en was de curator de Zweed Daniel Birnbaum, rector van de Städelschule in Frankfurt. 
54e Biënnale
In 2011 werd de tentoonstelling samengesteld door de Zwitserse Bice Curiger (directeur van de Fondation Vincent van Gogh in Arles) onder de titel ILLUMInations.
55e Biënnale
In 2013 met de Italiaanse directeur Massimiliano Gioni kreeg de Biënnale als thema Il Palazzo Enciclopedico.
56e Biënnale
In 2015 werd de tentoonstelling voorbereid door hoofdcurator Okwui Enwezor. 
57e Biënnale
Het thema in 2017 luidde Viva arte viva, de curator was Christine Macel (curator van het Centre Pompidou in Parijs)
58e Biënnale
In 2019 was het thema May you live in interesting times, met curator Ralph Rugoff (directeur van de Hayward Gallery in Londen).

## Belgisch paviljoen
Het Belgisch paviljoen in de Giardini is het oudste van de landenpaviljoenen. Het was in 1907 het enige, twee jaar later volgden de paviljoenen van het Verenigd Koninkrijk en Duitsland. Het Belgisch paviljoen werd naar een ontwerp van de Brusselse architect Léon Sneyers in 1907 opgeleverd. Henri Fierens-Gevaert, de toenmalig commissaris-generaal van de Belgische delegatie, had daartoe het initiatief genomen. Het paviljoen was een gesloten kruisvormig blok, waarbinnen zalen met verschillende grootte waren gecreëerd. De zalen werden met natuurlijk bovenlicht verlicht, wat een ideale lichtinval voor de kunst aan de zaalwanden opleverde. De voorgevel kreeg een vooruitspringende toegangspartij waar beeldhouwwerk van George Minne en fresco's van Emile Fabry werden tentoongesteld. In de hal hingen schilderijen van Fernand Khnopff. In 1929 werd het grondig herbouwd. In 1948 volgde een volledige restauratie onder leiding van Virgillio Vallot. In 1996-1997 werd het paviljoen gerestaureerd onder leiding van Bernard en Georges Baines.
Sinds 1972 wordt het paviljoen afwisselend door de Franstalige en de Vlaamse gemeenschappen ingericht. In 1972 was het aan de Franse Gemeenschap, de daaropvolgende editie was van de Vlaamse Gemeenschap.

### Belgische inzendingen
- 2022: Francis Alÿs, curator Hilde Teerlinck
- 2019: Jos de Gruyter en Harald Thys, curator Anne-Claire Schmitz
- 2017: Dirk Braeckman, curator Eva Wittocx
- 2015: Vincent Meessen en Katerina Gregos, in 2011 curator van het Deense paviljoen
- 2013: Berlinde De Bruyckere
- 2011: Angel Vergara, tentoonstellingscommissaris Luc Tuymans
- 2009: Jef Geys
- 2007: Berlinde De Bruyckere
- 2005: Honoré d'O
- 2003: Sylvie Eyberg en Valérie Mannaerts, curator Thierry de Duve
- 2001: Luc Tuymans
- 1999: Michel François, Ann Veronica Janssens
- 1997: Thierry De Cordier
- 1995: Didier Vermeiren, curator Jan Hoet
- 1993: samen met Nederland - gemeenschappelijke curator Jan Debbaut, Jan Vercruysse BE en Niek Kemps NL
- 1990: samen met Nederland - Niek Kemps, Jan Vercruysse, Belgische curator Jan Debbaut
- 1992: samen met Nederland - Onder Anderen / Among Others
- 1988: Guillaume Bijl, Narcisse Tordoir en Laurent Busine, curator Jan Hoet
- 1982: Jörg Madlener en Marthe Wéry
- 1976: Joseph Willaert
- 1974: Jan Burssens en Frans Minnaert en José Vermeersch

De Biënnale van 1974 ging uiteindelijk niet door uit protest tegen de Staatsgreep in Chili (1973).
- 1972: Pierre Alechinsky en Christian Dotremont
- 1964: Vic Gentils
- 1958: Lismonde, winnaar Renato Carrain Prijs
- 1948: Louis Buisseret

## Nederlands paviljoen
Het eerste Nederlandse paviljoen in de Giardini dateerde uit 1912 en was oorspronkelijk als Zweeds paviljoen ontworpen door Ferdinand Boberg. Het werd in 1914 overgenomen en werd door Nederland gebruikt tot en met de Biënnale in 1952. In 1953 werd Gerrit Rietveld belast met het ontwerpen van een nieuwe paviljoen. In 1954 was het Rietveldpaviljoen gereed. Het kreeg een eenvoudige vierkante plattegrond met slechts enkele binnenmuren, alle loodrecht op de buitenwand. Het gebouw bevat volumes van verschillende hoogtes waardoor het licht van boven kan toetreden.
Na bijna veertig jaar was het pand toe aan grondige restauratie. Het gerestaureerde paviljoen werd in juni 1995 feestelijk heropend door de toenmalige staatssecretaris van Cultuur Aad Nuis.

### Nederlandse inzendingen
Sinds 1995 is de Mondriaan Stichting, nu Mondriaan Fonds, verantwoordelijk voor de Nederlandse inzending naar de Biënnale van Venetië en deze instelling benoemt voor iedere inzending een curator. Deelnemende kunstenaars en curatoren voor Nederland waren:
- 2024: Renzo Martens en kunstenaarscollectief Cercle d'Art des Travailleurs de Plantation Congolaise (CATPC), curator Hicham Khalidi
- 2022: Melanie Bonajo, curatoren Orlando Maaike Gouwenberg, Geir Haraldseth en Soraya Pol
- 2019: Remy Jungerman / Iris Kensmil, curator Benno Tempel
- 2017: Cinema Olanda van Wendelien van Oldenborgh, curator Lucy Cotter
- 2015: herman de vries, curatoren Colin Huizing en Cees de Boer
- 2013: Mark Manders, curator Lorenzo Benedetti
- 2011: Joke Robaard, Johannes Schwartz, Barbara Visser, ontwerper Maureen Mooren, architecten Herman Verkerk en Paul Kuipers, EventArchitectuur, auteur Sanneke van Hassel en componist Yannis Kyriakides, curator Guus Beumer
- 2009: Fiona Tan, curator Saskia Bos
- 2007: Aernout Mik, curator Maria Hlavajova namens BAK, basis voor actuele kunst, Utrecht
- 2005: Jeroen de Rijke / Willem de Rooij, curator Martijn van Nieuwenhuyzen
- 2003: Carlos Amorales, Alicia Framis, Meschac Gaba, Jeanne van Heeswijk, Erik van Lieshout, curator Rein Wolfs
- 2001: Liza May Post, curator Jaap Guldemond
- 1999: Daan van Golden, curator Karel Schampers
- 1997: Aernout Mik, Willem Oorebeek, curatoren Leontine Coelewij, Arno van Roosmalen
- 1995: Marlene Dumas, Maria Roosen, Marijke van Warmerdam, curator Chris Dercon
- 1988: Henk Visch
- 1986: Reinier Lucassen
- 1984: Armando
- 1982: Stanley Brouwn
- 1980: Ger van Elk
- 1972: Jan Dibbets
- 1968: Carel Visser
- 1966: Constant Nieuwenhuijs en New Babylon
- 1962: Jaap Wagemaker
- 1960: Willem Hussem, Wessel Couzijn en Wouter van Heusden, curator Jan van Heel

## Luxemburgs paviljoen
In 1956 nam Luxemburg voor het eerst deel aan Venetië, met schilder Joseph Kutter en beeldhouwer Auguste Trémont. De volgende keer dat het land deelnam was pas in 1988. In 2003 won Luxemburg de Gouden Leeuw voor de beste nationale bijdrage, met werk van Su-Mei Tse.

### Luxemburgse inzendingen
- 2024: A comparative Dialogue Act van Andrea Mancini en Every Island[5]
- 2022: Faraway so close van Tina Gillen
- 2019: Marco Godinho
- 2017: Thank you so much for the Flowers van Mike Bourscheid
- 2015: Paradiso Lussemburgo van Filip Markiewicz
- 2013: Relegation van Catherine Lorent
- 2011: Le Cercle fermé Martine Feipel en Jean Bechameil
- 2009: Collision Zone van Gast Bouschet en Nadine Hilbert
- 2007: Endless Lust Jill Mercedes
- 2005: Mondo Veneziano van Antoine Prum
- 2003: Air Conditioned van Su-Mei Tse
- 2001: Casa Mia van Doris Drescher
- 1999: Chewing and Folding in Venice van Simone Decker
- 1997: Magazzino van Luc Wolff
- 1995: Potemkin Lock van Bert Theis
- 1993: Jean-Marie Biwer en Bertrand Ney
- 1990: Marie-Paule Feiereisen
- 1988: Patricia Lippert en Moritz Ney
- 1956: Joseph Kutter en Auguste Trémont

## Afbeeldingen

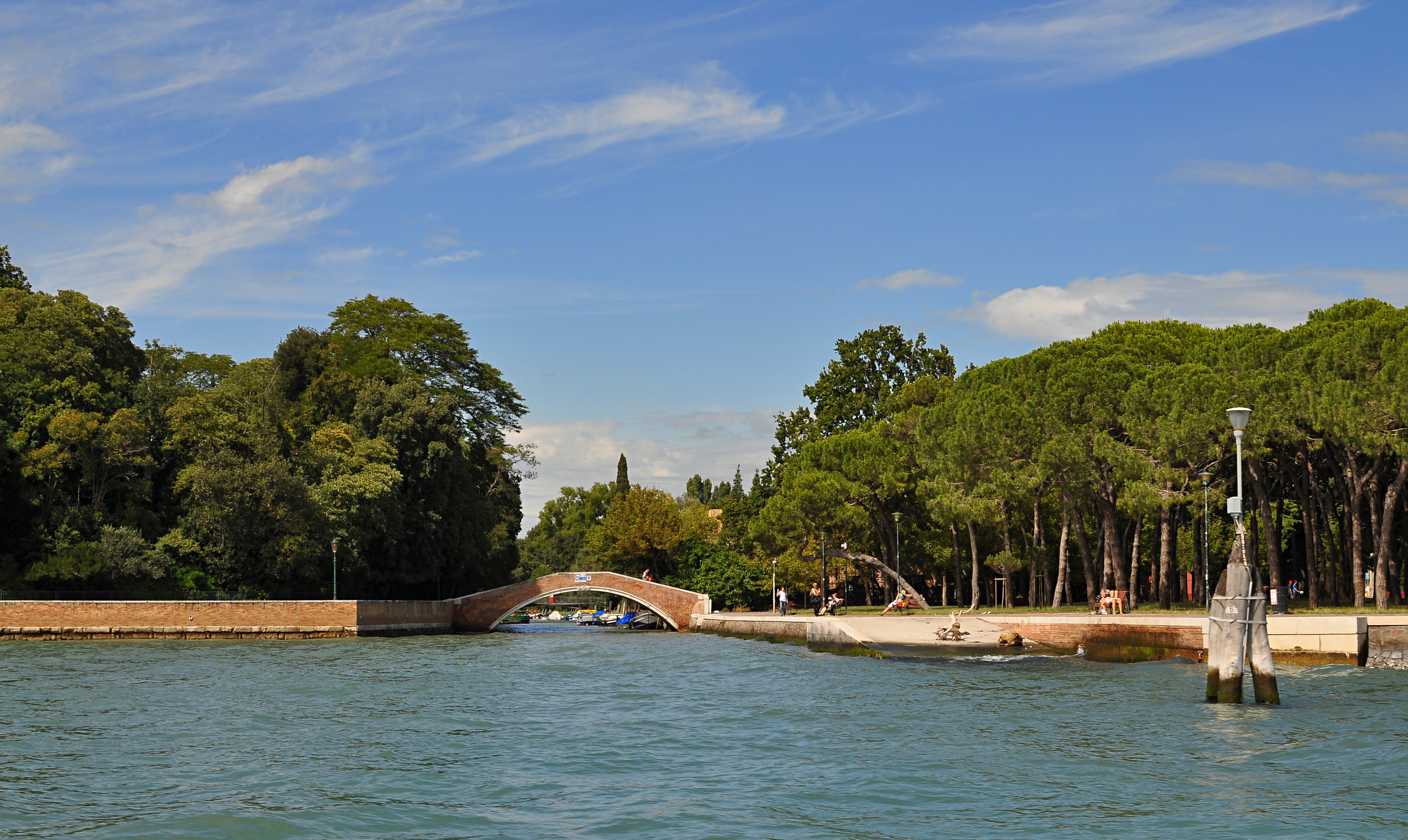
De Giardini
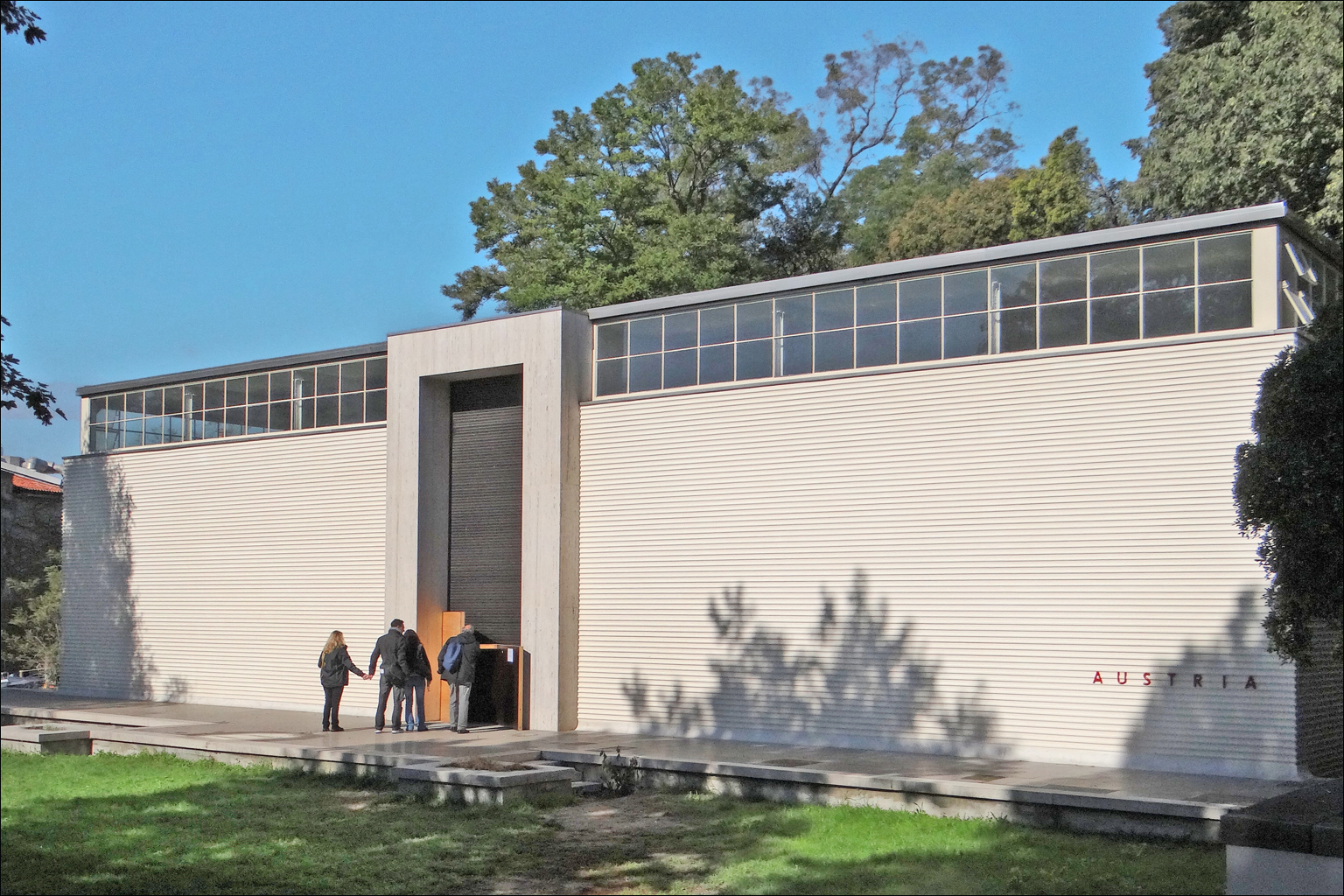
Oostenrijks paviljoen, 2012
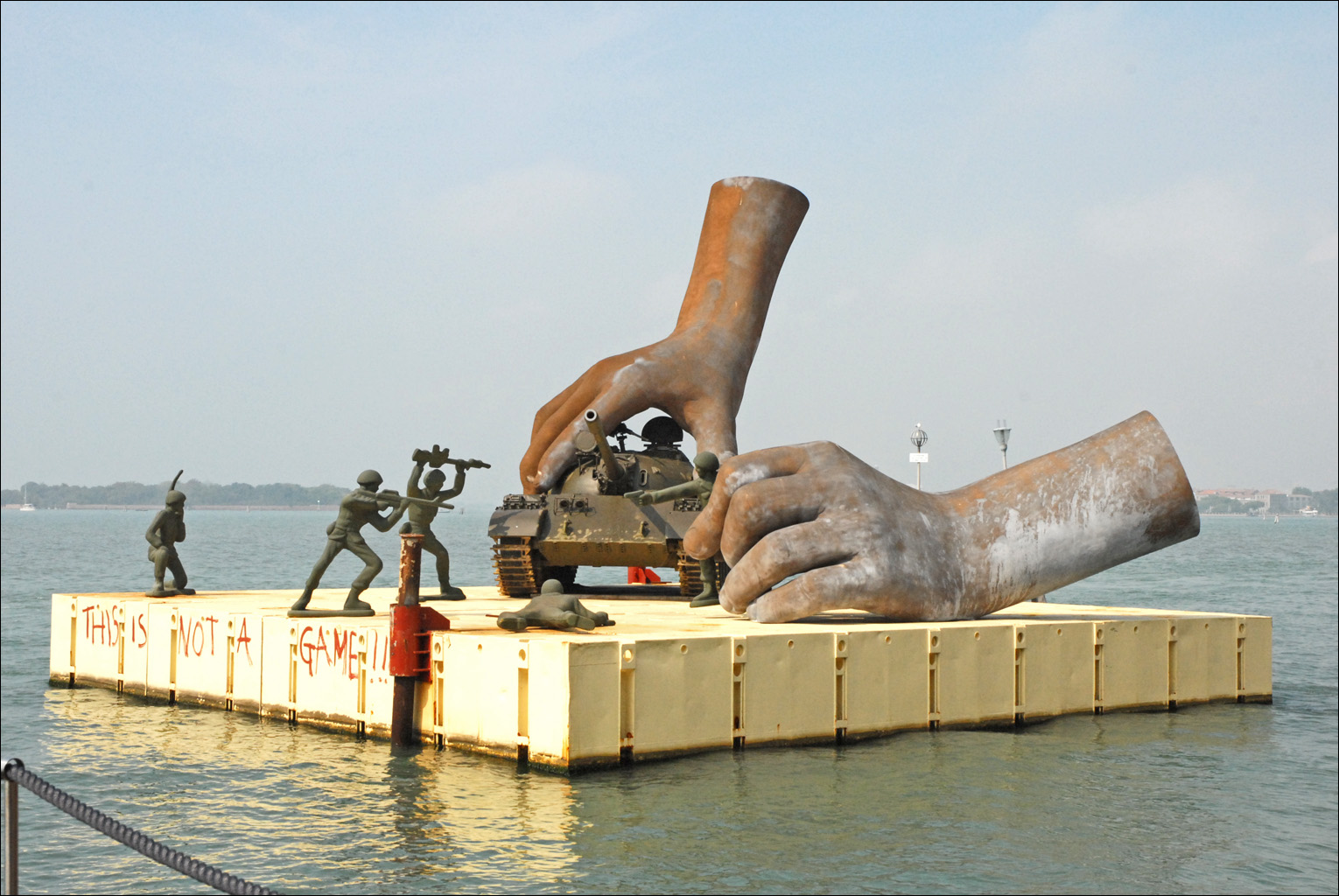
Lorenzo Quinn: This is not a game, 2011

## Deelnemers
- Lijst van deelnemers aan de Biënnale van Venetië